# Graciela Aranis
Graciela Aranis, conocida artísticamente como Chela Aranís (Santiago, 6 de octubre de 1908 -  Berna, 12 de diciembre de 1996), fue una pintora y dibujante chilena adscrita a la generación del 28 y al grupo Montparnasse.

## Biografía
Hija de Pedro Aranís y Eduvigis Valdivia, estudió en la Escuela de Bellas Artes de la Universidad de Chile, donde fue alumna de Ricardo Richon Brunet, María Aranis y Juan Francisco González, y en la Academia Escandinava, donde estudió bajo la tutela de André Lhote y Marcel-Lenoir. Al inicio de su carrera, su obra se caracterizó «por un colorido opaco y oscuro, por influencia de los espíritus dramáticos de la época, luego en París, la artista supo liberar su visión plástica hacia la expresión espontánea de la forma y el color».
Participó en varias exposiciones individuales y colectivas durante su carrera, entre ellas las realizadas en el Salón Oficial de Santiago en 1922, 1923, 1924, 1927, 1928, 1929 y 1939, en la Exposición Iberoamericana de Sevilla (1929), en la II Bienal Internacional de Arte de Sao Paulo (1953), la exposición La mujer en el arte del Museo Nacional de Bellas Artes (1975), entre varias otras en Chile, Suiza, Estados Unidos y Brasil.